# 車軸配置
車軸配置（しゃじくはいち）は、鉄道車両において、動力により回転して車体を前進させる動輪と、車体の重量を支えてレールに沿って案内している先輪、従輪の、配置を表した言葉である。軸配置、車輪配置と呼ぶこともある。

## 概要
鉄道車両では、動力車であっても全ての車輪が動力によって駆動されているわけではない。動輪と先従輪の配置の仕方により、車両の性能や使用目的に大きな影響が出てくるため、車両の基本的な性質を表現する要素として車軸配置が表記される。特に、他の車両を牽引することが目的である機関車においては、機関車の特徴を決定付ける重要な要素である。
各種の機関車の中でも、蒸気機関車において車軸配置の影響が大きい。蒸気機関車の車輪では、動輪が蒸気機関から主連棒、連結棒を介して駆動されている。これに対して、動輪より前にある車輪を先輪、または導輪、動輪より後にある車輪を従輪と呼ぶ。近代的な蒸気機関車では、旅客牽引用のものでは動輪が3対、貨物牽引用のものでは動輪が4対のものが主流であった。これは、旅客用では高速性能を重視して直径の大きな動輪を使うのに対して、貨物用では牽引力を重視して直径の小さな動輪を使うことの影響である。電気機関車やディーゼル機関車では、動輪の大きさが性能に与える影響が蒸気機関車に比べて小さいため、次第に旅客用と貨物用の区別が曖昧になっているが、車軸配置はなお機関車の性質を特徴付ける要素である。
日本においては、車輪の数よりも車軸の数を数える方式が主流で、このため車軸配置、あるいは軸配置という言葉が使われる。これに対してアメリカでは車輪の数を数える方式が主流で、このため車軸配置に対応する英語はwheel arrangement（車輪の配置）という。動輪に対応した車軸は動軸、（非駆動輪という意味での）従輪に対応した車軸は従軸である。
車軸配置が機関車の特性に与える影響が大きいため、個別の車軸配置を区別するための表記法が定められている。よく用いられる表記法としては、日本国鉄式、ホワイト式、アメリカ式が挙げられる。またその他に国際鉄道連合による機関車の車軸配置の分類法 (en:UIC classification of locomotive axle arrangements) などがある。

## 車軸に注目した表記法

### UIC式
国際鉄道連合の定めた表現法で、組織の略称からUIC式という。連続した動軸数をラテン文字アルファベットの大文字で、連続した非動軸数をアラビア数字で表す。転向可能な台車の軸にはプライム「'」を付与し、同一の台車にある軸は括弧「()」で囲む。動軸が独立に駆動される場合にはラテン文字アルファベットの小文字「o」を付与する。複数車体が永久連結されている場合、あるいはガーラットの様に機械的に分離された複数のユニットがある場合にはそれぞれをの軸配置をプラス「+」で結ぶ。この他、軸配置には直接関係ないが、過熱式蒸気機関車には「h」、飽和式蒸気機関車には「n」、複式蒸気機関車には「v」、タンク機関車には「t」、タービン機関車には「Turb.」を用いる。 更に、気筒数を表す数字を付与することもある。たとえば、ユニオン・パシフィック鉄道4000形蒸気機関車のUIC式表記は (2'D)D2' となる。

### AAR式
アメリカ鉄道協会 (AAR) が制定した方式で、アメリカ合衆国とカナダのディーゼル機関車・電気機関車において広く使用されている。UIC式と同様に動軸の数はラテン文字のアルファベットで、非動軸の数はアラビア数字で表す。離れた台車の間はハイフン「-」で、関節式の台車は関節部をプラス「+」で結ぶ。蒸気機関車では使用されない。

### 日本国鉄式
日本の国鉄が制定した方式で、日本で最も標準的な表記法である。先輪の軸数、動輪の軸数、従輪の軸数の順に表記する。UIC式同様、先従輪の軸数はアラビア数字で、動輪の軸数は数字ではなくその数字の順番に対応するラテン文字のアルファベットを用いる（例えば動輪軸3軸はC、動輪軸4軸はD）。先従輪がない場合、先従輪の位置には何も表記しない。

### フランス式
フランスで用いられた方式で、先輪の軸数、動輪の軸数、従輪の軸数の順に、いずれもアラビア数字で表記する。複数のユニットで分割されている場合はユニット間を+で結ぶ。たとえば、フランス国鉄141R形蒸気機関車のフランス式表記は 141 となる（形式名もこれに由来している）。なお、蒸気機関車以外の機関車では上記UIC式に準じた表記である。

## 車輪に注目した表記法

### ホワイト式
世界で最も標準的な表記法で、先輪の車輪数、動輪の車輪数、従輪の車輪数の順に、すべてアラビア数字を使って表記する。軸数ではなく、1軸につき車輪2つと数える。数字の間にはハイフンを入れる。従輪がない場合は「0」と表記する。軸配置ではないが、タンク機関車の場合にラテン文字アルファベットの大文字「T」を付与することがある。

## 個別の名称を与える表記法

### アメリカ式
主にアメリカ合衆国で使われている表現法で、各車輪配置パターンごとに固有の名称を与える。名称を覚えるのが難しいが、覚えれば親しみやすいので日本でも主に鉄道ファンの間でよく用いられている。太平洋戦争前の南満洲鉄道や朝鮮総督府鉄道では、蒸気機関車の形式にこの方式の略称を取り込んで使用（パシナ（車軸配置パシフィックの第7形式）、ミカイ（車軸配置ミカドの第1形式）など）していた。
なお、関節式機関車の車軸配置の場合、マレー式（単式マレー含む）の場合は独自に名前がついている（例：ビッグボーイ）が、ガーラット式の場合は前後の走り装置単独配置の名前（○○）を取り、その前に「ダブル（double）」をつけ「ダブル○○」という呼び方をする。例を挙げるとジンバブエの旧ローデシア鉄道（Rhodesia Railway）の15形（15th class）と20形（20th class）はそれぞれハドソンとマウンテンを背中合わせにつないだ形（ホワイト式で言うと「4-6-4+4-6-4」と「4-8-2+2-8-4」）なので「ダブルハドソン」、「ダブルマウンテン」と呼ばれている。

## 実際の配置パターン別の表記

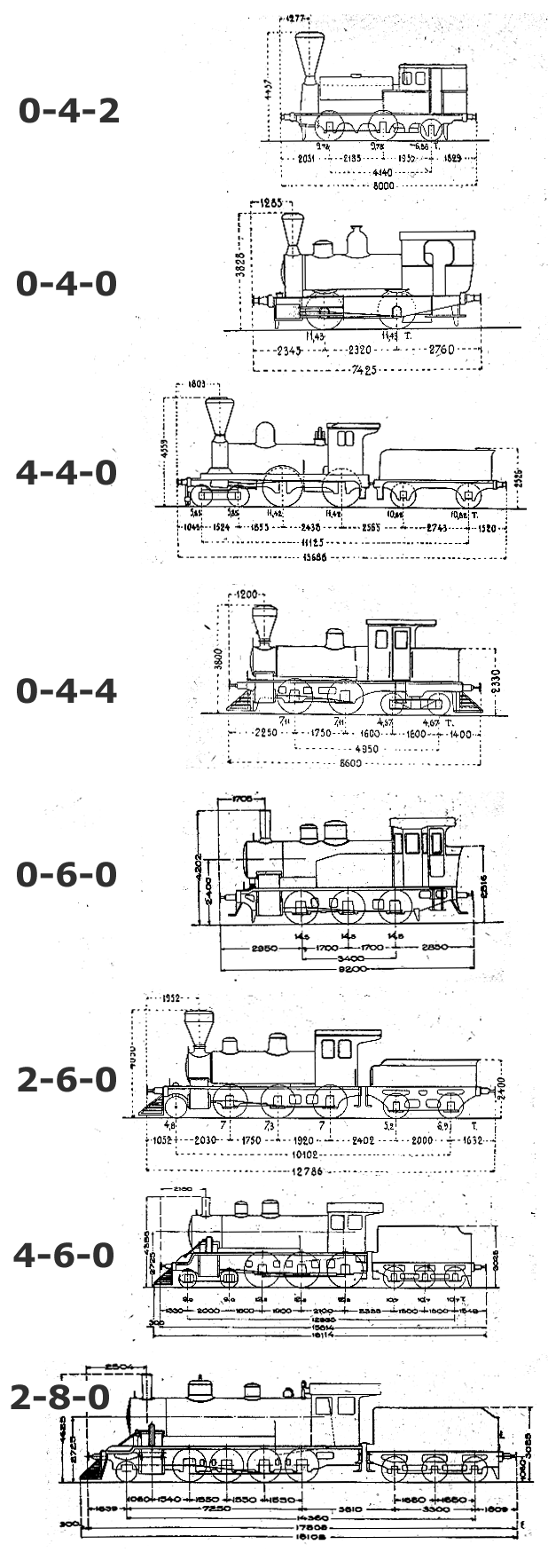
ホワイト式で表した蒸気機関車の車軸配置

配置パターンは小文字のoで先輪・従輪を、大文字のOで動輪を示す。左が機関車の先頭で先輪、動輪、従輪の順となる。
| 配置パターン      | 日本国鉄式 | ホワイト式 | 通称 |
| ----------------- | ---------- | ---------- | --- |
| oOo               | 1A1        | 2-2-2      | |
| OO                | B          | 0-4-0      | |
| oOO               | 1B         | 2-4-0      | ポーター |
| oOOo              | 1B1        | 2-4-2      | コロンビア |
| ooOO              | 2B         | 4-4-0      | アメリカン、エイトホイラー |
| ooOOo             | 2B1        | 4-4-2      | アトランティック |
| ooOOoo            | 2B2        | 4-4-4      | ダブルエンダー。 |
| OOO               | C          | 0-6-0      | シックスホイールカップルド |
| oOOO              | 1C         | 2-6-0      | モーガル |
| oOOOo             | 1C1        | 2-6-2      | プレーリー |
| oOOOoo            | 1C2        | 2-6-4      | アドリアティック、アンチ・パシフィック                                                                                              |
| ooOOO             | 2C         | 4-6-0      | テンホイラー |
| ooOOOo            | 2C1        | 4-6-2      | パシフィック |
| ooOOOoo           | 2C2        | 4-6-4      | ハドソン（テンダー機関車）、バルチック（タンク機関車）                                                                              |
| OOOO              | D          | 0-8-0      | エイトホイールカップルド |
| oOOOO             | 1D         | 2-8-0      | コンソリデーション |
| OOOOo             | D1         | 0-8-2      | トランスファー |
| oOOOOo            | 1D1        | 2-8-2      | ミカド、マイク、マッカーサー |
| oOOOOoo           | 1D2        | 2-8-4      | バークシャー、カナワ |
| ooOOOO            | 2D         | 4-8-0      | マストドン、トウェルヴ・ホイラー |
| ooOOOOo           | 2D1        | 4-8-2      | マウンテン |
| ooOOOOoo          | 2D2        | 4-8-4      | FEF、ノーザン、ポコノ、グリーンブライアー、ゴールデンステート、ナイアガラ、ポトマック、デキシー、ワイオミング、コンフェデレーション |
| oooOOOOooo        | 3D3        | 6-8-6      | |
| OOOOO             | E          | 0-10-0     | テン・ホイール・スイッチャー、デカポッド（イギリスなど)                                                                             |
| OOOOOo            | E1         | 0-10-2     | ユニオン |
| oOOOOO            | 1E         | 2-10-0     | デカポッド（アメリカなど） |
| oOOOOOo           | 1E1        | 2-10-2     | サンタ・フェ |
| oOOOOOoo          | 1E2        | 2-10-4     | テキサス、コロラド（シカゴ・バーリントン・クインシー鉄道） 、セルカーク（カナダ）                                                   |
| ooOOOOO           | 2E         | 4-10-0     | |
| ooOOOOOo          | 2E1        | 4-10-2     | オーヴァーランド、サザン・パシフィック                                                                                              |
| oOOOOOO           | 1F         | 2-12-0     | センチピード |
| oOOOOOOo          | 1F1        | 2-12-2     | ジャヴァニック |
| oOOOOOOoo         | 1F2        | 2-12-4     | |
| ooOOOOOOo         | 2F1        | 4-12-2     | ユニオン・パシフィック |
| ooOOOOOOOoo       | 2G2        | 4-14-4     | |
| OO OO             | BB         | 0-4-4-0    | |
| ooOO OOOoo        | 2BC2       | 4-4-6-4    | デュープレックス [*ペンシルバニア鉄道Q2形]                                                                                          |
| ooOOO OOoo        | 2CB2       | 4-6-4-4    | デュープレックス [*ペンシルバニア鉄道Q1形]                                                                                          |
| ooOO OOoo         | 2BB2       | 4-4-4-4    | デュープレックス [*ペンシルバニア鉄道T1形]                                                                                          |
| oooOO OOooo       | 3BB3       | 6-4-4-6    | デュープレックス [*ペンシルバニア鉄道S1形]                                                                                          |
| OOO OOO           | CC         | 0-6-6-0    | エリー |
| oOOO OOO          | 1CC        | 2-6-6-0    | |
| oOOO OOOo         | 1CC1       | 2-6-6-2    | マレー・モーガル、プレーリー・マレー                                                                                                |
| oOOO OOOoo        | 1CC2       | 2-6-6-4    | |
| oOOO OOOooo       | 1CC3       | 2-6-6-6    | アレゲニー |
| ooOOO OOOo        | 2CC1       | 4-6-6-2    | |
| ooOOO OOOoo       | 2CC2       | 4-6-6-4    | チャレンジャー |
| oOOO OOOO         | 1CD        | 2-6-8-0    | |
| OOOO OOOO         | DD         | 0-8-8-0    | アンガス |
| oOOOO OOOO        | 1DD        | 2-8-8-0    | ブル・ムース |
| oOOOO OOOOo       | 1DD1       | 2-8-8-2    | チェサピーク、マレー・コンソリデーション                                                                                            |
| oOOOO OOOOoo      | 1DD2       | 2-8-8-4    | イエロー・ストーン |
| ooOOOO OOOOo      | 2DD1       | 4-8-8-2    | アーティキュレーテッド・コンソリデーション                                                                                          |
| ooOOOO OOOOoo     | 2DD2       | 4-8-8-4    | ビッグボーイ |
| oOOOOO OOOOOo     | 1EE1       | 2-10-10-2  | ヴァージニアン |
| oOOOO OOOO OOOOo  | 1DDD1      | 2-8-8-8-2  | トリプレックス |
| oOOOO OOOO OOOOoo | 1DDD2      | 2-8-8-8-4  | トリプレックス |